# Bibikovana sinuata
Bibikovana sinuata är en loppart som först beskrevs av Holland 1971.  Bibikovana sinuata ingår i släktet Bibikovana och familjen Pygiopsyllidae. Inga underarter finns listade i Catalogue of Life.